# Колокольчик персиколистный
Колоко́льчик персиколи́стный (лат. Campánula persicifólia) — растение из рода Колокольчик. Распространён в Восточной Европе. Значительная часть ареала находится в Европейской части России.

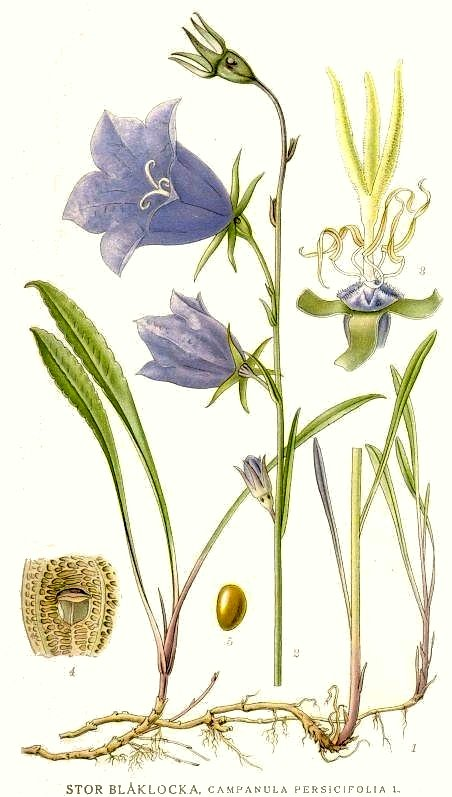
Колокольчик персиколистный. Ботаническая иллюстрация К. А. М. Линдмана из книги «Bilder ur Nordens Flora» (1917—1926).

## Ботаническое описание
Колокольчик персиколистный — травянистое многолетнее растение, достигает в высоту 40—100 и даже 160 см. Содержит млечный сок.
Корень веретенообразный, косой, волокнистый.
Стебель прямостоячий, простой, редко ветвистый, голый, слегка ребристый.
Стеблевые листья — очерёдные, узкие, линейные или ланцетные, тёмно-зелёного цвета, блестящие, по краям городчатые (верхние — почти цельнокрайные, меньше нижних).
Цветки — голубого, сине-фиолетового или светло-лилового цвета (редко белого), расположены на коротких цветоножках, собраны в однобокую верхушечную кисть из трёх — восьми цветков или одиночные. Венчик ширококолокольчатый, крупный, до 3,5 см длиной и в диаметре, разделён на доли не более чем на 1⁄3. Чашечка вдвое короче венчика, обратноконическая, бороздчатая, с длинными заострёнными цельнокрайными зубцами. Цветёт в июне — июле.
Плод — многосеменная коробочка с десятью жилками, вскрывающаяся дырочками у верхушки. Плодоносит в августе — сентябре.
Приурочен к светлым лесам, опушкам, встречается в зарослях кустарников, по оврагам.

## Значение и применение

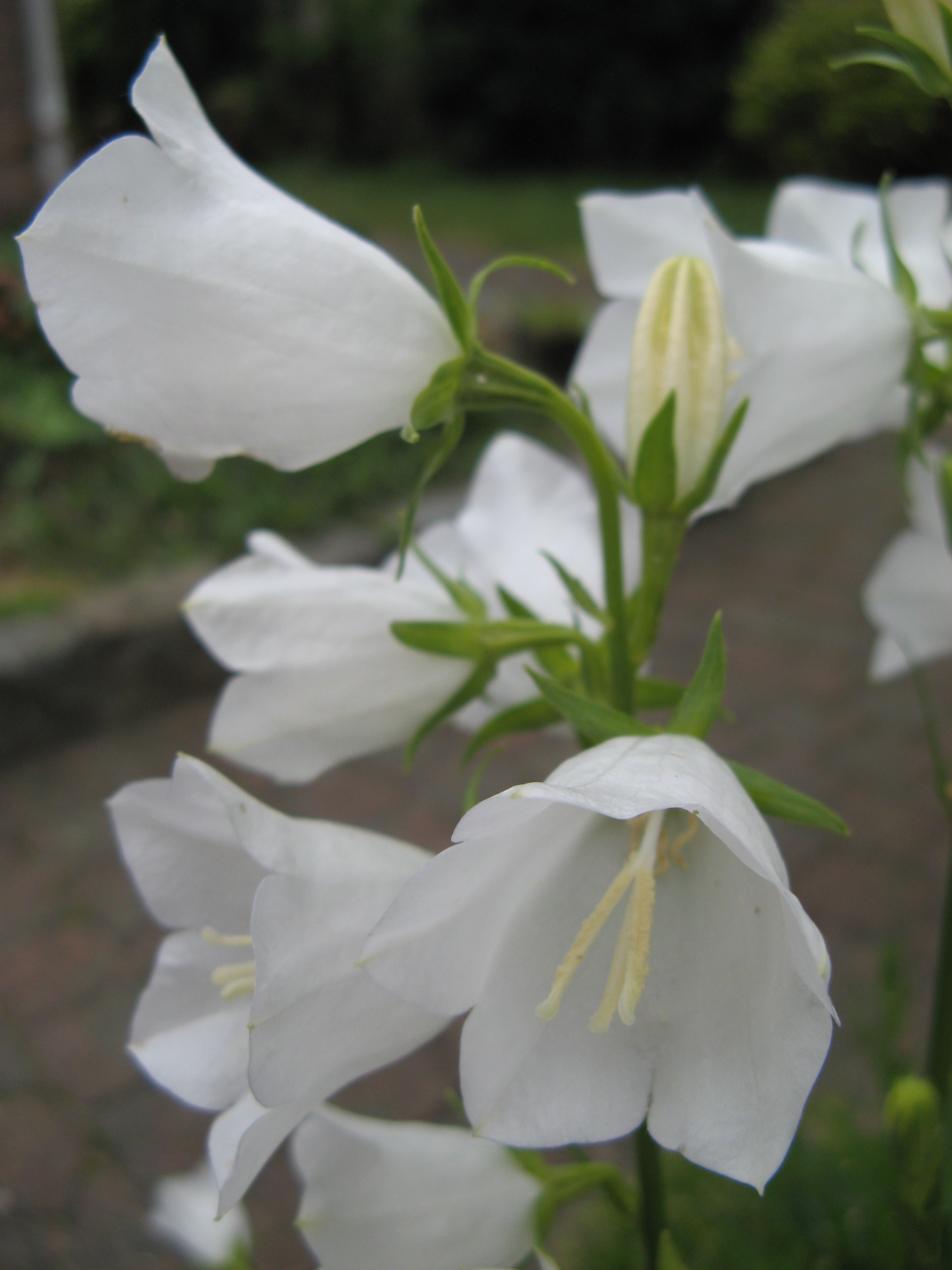
Колокольчик персиколистный ф. 'Белая' (f. 'Alba')

Декоративное растение, давно введённое в культуру.
Листья и корни съедобны.
Медоносное и пыльценосное растение. Суточная продуктивность нектара: одним цветком — 1,1 мг, растением — 6,2 мг. Цветков на цветоносном побеге — 5,8 шт. В нектаре содержится 54,7% сахара. Суточная продуктивность сахара цветком 0,6 мг, растением 3,4 мг. Продуктивность мёда цветком 0,7 мг, растением — 4,3 мг. Продуктивность пыльцы пыльником 4,8 мг, растением 138,2 мг.

## Сорта и разновидности, выращиваемые в культуре
- Alba. Высота растений около 90 см. Цветки белые. Рекомендуемая плотность посадки 7—9 шт. на м²[4].
- Caerulea. Высота растений около 90 см. Цветки синие. Рекомендуемая плотность посадки 7—9 шт. на м²[5].
- Сoerulea. Высота растений около 90 см. Цветки синие. Рекомендуемая плотность посадки 7—9 шт. на м²[6].
- Moerheimii. Высота растений около 90 см. Цветки белые, полумахровые. Рекомендуемая плотность посадки 7—9 шт. на м²[7].
- Campanula persicifolia subsp. sessiliflora. Высота растений около 80 см. Цветки сине-фиолетовые. Рекомендуемая плотность посадки 3—5 шт. на м²[8]. По другим данным, высота растений около 90 см. Листья и цветы более крупные, чем у номинальной формы[9].
- Campanula persicifolia var. planiflora. Высота растений около 20 см. Рекомендуемая плотность посадки 25 шт. на м²[10]. Цветки синие[11].

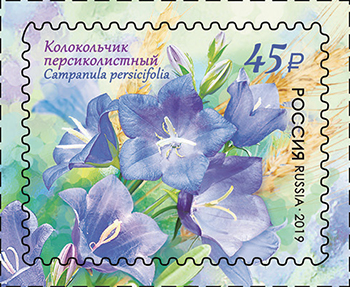
Почтовая марка, 2019 год

- Campanula persicifolia var. planiflora f. alba. Высота растений около 20 см. Цветки белые. Рекомендуемая плотность посадки 25 шт. на м²[12].

## Классификация

### Таксономия
Campanula persicifolia L., 1753, Sp. Pl. : 164
Вид Колокольчик персиколистный относится к роду Колокольчик (Campanula) семейства Колокольчиковые (Campanulaceae) порядка Астроцветные (Asterales). Кладограмма в соответствии с Системой APG IV по состоянию на июнь 1999 года:
|  |                                      |  |                                   |                                   |                           |  | ещё 10 семейств | ещё 10 семейств |                            |  |                         |  | еще 457 подтвержденных видов и 125 видов, ожидающих подтверждения | еще 457 подтвержденных видов и 125 видов, ожидающих подтверждения |  |
|  |                                      |  |                                   |                                   |                           |  | ещё 10 семейств | ещё 10 семейств |                            |  |                         |  | еще 457 подтвержденных видов и 125 видов, ожидающих подтверждения | еще 457 подтвержденных видов и 125 видов, ожидающих подтверждения |  |
|  |                                      |  |                                   | порядок Астроцветные              |                           |  |                 |                 | род Колокольчик            |  |                         |  |                                                                   |                                                                   |  |
|  |                                      |  |                                   | порядок Астроцветные              |                           |  |                 |                 | род Колокольчик            |  | 3 внутривидовых таксона |  |                                                                   |                                                                   |  |
|  | отдел Цветковые, или Покрытосеменные |  |                                   |                                   | семейство Колокольчиковые |  |                 |                 | Колокольчик персиколистный |  |                         |  |                                                                   |                                                                   |  |
|  | отдел Цветковые, или Покрытосеменные |  |                                   |                                   |                           |  |                 |                 |                            |  |                         |  |                                                                   |                                                                   |  |
|  |                                      |  | ещё 63 порядка цветковых растений | ещё 63 порядка цветковых растений |                           |  |                 | ещё 354 рода    | ещё 354 рода               |  |                         |  |                                                                   |                                                                   |  |
|  |                                      |  |                                   | ещё 63 порядка цветковых растений |                           |  |                 |                 | ещё 354 рода               |  |                         |  |                                                                   |                                                                   |  |

### Внутривидовые таксоны
- Campanula persicifolia subsp. persicifolia
- Campanula persicifolia subsp. sessiliflora Velen. ex Greuter & Burdet
- Campanula persicifolia subsp. subpyrenaica (Timb.-Lagr.) Fed.

### Синонимы
- Campanula amygdalifolia Salisb.
- Campanula dasycarpa Kit.
- Campanula dasycarpa Kit. ex Schult.
- Campanula magellensis Ten.
- Campanula persicifolia f. alba Voss
- Campanula persicifolia f. coronata Voss
- Campanula persicifolia f. kirschlegeri Soó
- Campanula persicifolia var. alpina Schur
- Campanula persicifolia var. angustifolia A.DC.
- Campanula persicifolia var. crystallocalyx (Adamovic) Hayek
- Campanula persicifolia var. dasycarpa (Kit. ex Schult.) K.Koch
- Campanula persicifolia var. eriocarpa Schur
- Campanula persicifolia var. eriocarpa Syr.
- Campanula persicifolia var. glaberrima Schur
- Campanula persicifolia var. grandiflora Schur
- Campanula persicifolia var. hispida (Lej.) A.DC.
- Campanula persicifolia var. hispidior Trautv.
- Campanula persicifolia var. humillima Schur
- Campanula persicifolia var. laevicaulis Korsh.
- Campanula persicifolia var. laevicaulis Korsch.
- Campanula persicifolia var. lanceolata Steud.
- Campanula persicifolia var. lasiocarpa Korsh.
- Campanula persicifolia var. lasiocarpa Korsch.
- Campanula persicifolia var. maxima Sims
- Campanula persicifolia var. monstrosa Schur
- Campanula persicifolia var. parviflora Peterm.
- Campanula persicifolia var. parviflora Kirschl.
- Campanula persicifolia var. pumila (F.W.Schmidt) Schult.
- Campanula persicifolia var. reflexa Dalla Torre & Sarnth.
- Campanula persicifolia var. suskalovicii Adamovic
- Campanula persicifolia var. uniflora Noulet
- Neocodon persicifolius (L.) Kolak. & Serdyuk.
- Rapunculus persicifolius Fourr.